# Pórovitost půdy
Pórovitost půdy je fyzikální vlastnost půdy vyjadřující objem všech prostor mezi pevnými částicemi. Tato číselná hodnota se udává v procentech a dosahuje nejčastěji hodnot 40–50 %. Ovlivňuje zadržování, pohyb vody v půdě a provzdušnění půdy. Podle velikosti se půdní póry rozdělují na: 1. hrubé (nekapilární), za normálních podmínek vyplněné vzduchem; 2. střední (semikapilární), vyplněné vzduchem nebo vodou podle meteorologických podmínek; 3. jemné (kapilární), ve kterých je voda zadržována vzlínáním.
Pórovitost půdy závisí hlavně na půdní textuře a struktuře utužení půdy.

## Výpočet pórovitosti
{\displaystyle p=(Vp/V)*100\%}